# La Roche-Morey
La Roche-Morey är en kommun i departementet Haute-Saône i regionen Bourgogne-Franche-Comté i östra Frankrike. Kommunen ligger i kantonen Vitrey-sur-Mance som tillhör arrondissementet Vesoul. År 2022 hade La Roche-Morey 297 invånare.

## Befolkningsutveckling
Antalet invånare i kommunen La Roche-Morey
| Referens: INSEE |